# Henri Malacrida
Henri Malacrida (ou Henry Malacrida), né le 11 novembre 1903 à Toulon  (Var) et mort le 29 mars 1965 à Aix-en-Provence (Bouches-du-Rhône), est un enseignant, militant socialiste et résistant français.

## Biographie
Instituteur puis professeur, Henri Malacrida adhère en 1925 au Parti socialiste SFIO à Marseille. Il vit ensuite dans les Hautes-Alpes et y devient secrétaire de la fédération socialiste du département.
Résistant à partir de septembre 1940, il est « l'un des fondateurs du mouvement Combat dans le Sud-Est », adoptant le pseudonyme « Fontaine ». Il participe à la mise en place de l'Armée secrète, dont il est l'un des dirigeants en zone sud. Il est également résistant du Comité d'action socialiste. Arrêté par l'occupant nazi, il est incarcéré à Marseille en novembre 1943, mais parvient à s'évader le mois suivant. Il participe à la Libération comme chef des FFI des Bouches-du-Rhône.
Une fois la République rétablie, il retrouve son poste d'enseignant que le régime de Vichy lui avait enlevé en 1941. Malacrida redevient ensuite secrétaire départemental de la SFIO et intègre le Comité directeur de ce parti au niveau national.
Il a reçu la médaille de la Résistance française avec rosette.
Une avenue d'Aix-en-Provence porte son nom.